# 竹子湖氣象站

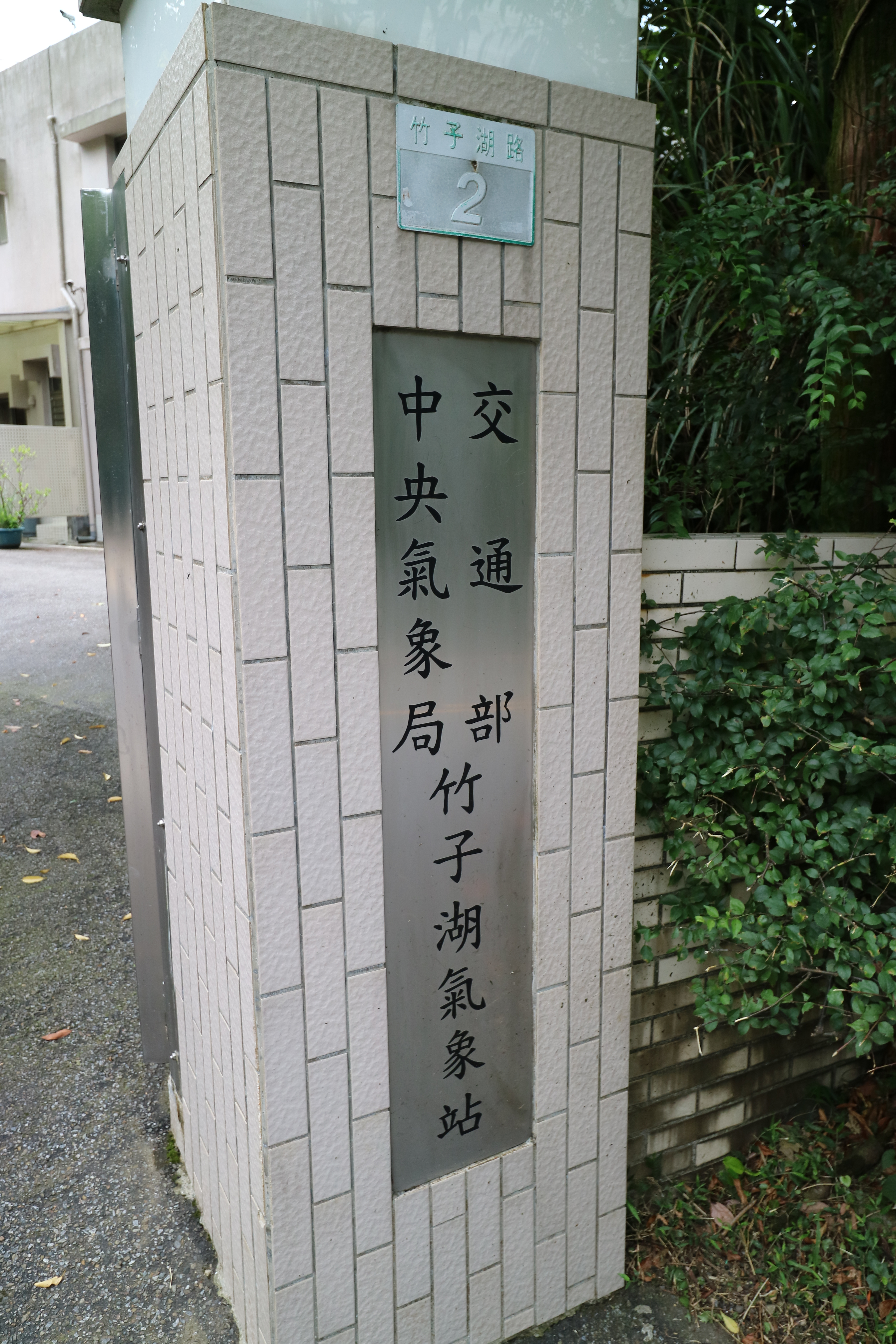
竹子湖氣象站門牌

竹子湖氣象站位於臺灣臺北市北投區竹子湖，為交通部中央氣象署轄下的四等氣象測報機構，竹子湖氣象站建立於臺灣日治時期，與大屯山山頂氣象站、鞍部氣象站等均為同一時期興建。

## 沿革

### 日治時期
竹子湖氣象站與鞍部氣象站創設歷史相同，均為日治時期臺灣總督府因應1936年臺北、那霸、福岡三地的民營航空航線開通，其中自日本飛往臺北的航線會經由富貴角再轉往松山機場降落，介於富貴角與淡水河之間的大屯山頂，其顯著的地理環境成為航班起降松山機場重要的指標之一。
因此在1937年臺灣總督府臺北觀測所（後於1938年升格為臺灣總督府氣象臺），在大屯山頂設立大屯山出張所，作為民航機起降以及往後軍方作戰支援用的航空氣象觀測站，同一時間也在大屯山鞍部設立鞍部事務所，以及同年5月在竹子湖成立的竹子湖事務所，作為大屯山頂氣象觀測站的前進基地與行政辦公廳等，其中竹子湖事務所作為彙整與處裡氣象觀測資料與值班的事務空間。

### 戰後至今
1945年10月第二次世界大戰戰後，國民政府來臺接收各地總督府所遺留下的行政單位，其中含大屯山頂氣象站、鞍部事務所，以及竹子湖事務所等三所，在1946年1月11日下午由臺灣省政府氣象局觀測科王仁煜科長作為代表，與前臺灣總督府氣象台台長西村傳三辦理氣象站與事務所的移交程序，移交後三所改由臺灣省氣象局人員進駐，竹子湖與鞍部等兩間事務所改稱為竹子湖測候所與鞍部測候所，但戰後初期因處於百廢待興狀態，鞍部測候所年久失修遭鄰近居民破壞無法居住，大屯山頂氣象站建築同樣久經風雨無力維修而不堪使用，漏水嚴重。因此初期所有氣象站駐站人員都在竹子湖測候所臨時辦公。
1948年8月臺灣省氣象局組織改制為臺灣省氣象所，竹子湖測候所名稱不變，但全銜更改之，1965年9月1日臺灣省氣象所再度改為臺灣省氣象局，竹子湖測候所全銜改回。1970年7月1日中央氣象局恢復建制，竹子湖測候所全銜改為中央氣象局竹子湖測候所。1977年7月依照「交通部中央氣象局附屬測站組織通則」，竹子湖測候所改稱為竹子湖氣象測站，並列為中央氣象局四等氣象測報機構，1989年8月1日再度更名為竹子湖氣象站至今。

## 站體結構
竹子湖氣象站位於七星山半山腰海拔607公尺處，係透過削山填坡方式填出一塊平台設立之，在日治時期因為作為人員辦公的事務所之用，因此興建時還附設有溫泉的日式木造職員宿舍，辦公廳本身為磚木構造單層覆瓦建築。
1982年日式木造職員宿舍拆除，改建為縣在兩層樓之鋼筋混凝土結構辦公廳，而舊有一層樓磚造辦公廳也拆除改為鋼筋混凝土結構的樓房。

## 編制
竹子湖氣象站依照中央氣象署四等氣象測報機構之編制，設有主任一人，職員三人，工友一人，看門狗一隻（米克斯-小黑），作業方式採每日16小時輪班與值夜作業。

## 觀測項目

### 地面氣象觀測
竹子湖氣象站利用地面氣象自動測報系統，每日定時實施氣壓、氣溫、風向、風速、濕度、雲、天氣現象、降水、日射、日照、能見度、蒸發量、地溫等氣象要素觀測，並經由中央氣象署內部網路系統，將蒐集資料及每小時電碼傳送回臺北市區的局本部，以供天氣預報及分析之需要，同時透過查詢工作站方式統計氣候資料。

### 地震觀測
竹子湖氣象站設有井下地震觀測站、全球衛星定位系統觀測站及震度顯示器，地震發生時可快速正確掌握地震之震度，並立即傳輸地震測報中心，以供研判發布地震消息。

### 災害性天氣守視
臺灣北部陽明山，山區天氣變化激烈，易發生雷雨雷擊、豪雨、強風、低溫寒害、濃霧甚至下雪等；竹子湖氣象站值班人員除於正點觀測時段內，實施氣象要素觀測及編發國際電碼外，同時負責天氣守視，當觀測到天空有災害天氣先兆時，即立刻加強觀測，並迅速回報氣象預報中心及有關單位等，轉知民眾採取防範措施，以減輕災害損失。

### 當地天氣諮詢服務
竹子湖氣象站提供所在地的天氣預報與服務，因陽明山為臺灣北部著名觀光地區，遊客及當地各行各業對氣象觀測之需求，因此竹子湖氣象站各種氣象資料諮詢服務。

## 外部連結
- （繁體中文）交通部中央氣象署竹子湖氣象站 （页面存档备份，存于）